# Plagiotriptus peterseni
Plagiotriptus peterseni är en insektsart som beskrevs av Johnsen 1986. Plagiotriptus peterseni ingår i släktet Plagiotriptus och familjen Thericleidae. Inga underarter finns listade i Catalogue of Life.